# Govan Mbeki (gemeente)
Govan Mbeki (officieel Govan Mbeki Local Municipality; vroeger: Highveld East) is een gemeente in het Zuid-Afrikaanse district Gert Sibande.
Govan Mbeki ligt in de provincie Mpumalanga en telt 295.000 inwoners.  De gemeente is vernoemd naar ANC-leider Govan Mbeki, de vader van president Thabo Mbeki.

## Hoofdplaatsen
Het nationaal instituut voor de statistiek, Stats SA, deelt sinds de census 2011 deze gemeente in in 12 zogenaamde hoofdplaatsen (main place):
Bethal • Charl Cilliers • Embalenhle • Evander • Govan Mbeki NU • Kinross • Langverwag • Leandra • Lebohang • Leslie Gold Mines • Secunda • Trichardt.